# روبرت موريس (لاعب كرة قدم)
روبرت موريس (بالإنجليزية: Robert Morris)‏ (11 مارس 1913 في المملكة المتحدة - ) هو لاعب كرة قدم بريطاني في مركز نصف الجناح. لعب مع كولتشستر يونايتد ونادي برينتفورد.